# Гарсия, Алеш
Алеш Гарсия Серрано (исп. Aleix García Serrano, испанское произношение: [aˈleʃ ɣaɾˈθi.a]; род. 28 июня 1997, Ульдекона) — испанский футболист, полузащитник клуба «Байер 04» и сборной Испании.

## Клубная карьера
Алеш начинал свою карьеру в скромной «Ульдеконе» из своего родного города, а в 2005 году присоединился к системе «Вильярреала». В 2014 году он дебютировал за вторую и третью команды клуба. Его дебют за первую команду «Вильярреала» состоялся 23 мая 2015 года в матче против «Атлетика». Это был его единственный матч за «Вильярреал». Летом 2015 года состоялся переход Алеша в «Манчестер Сити».
Летом 2017 года игрок отправился в годичную аренду в «Жирону».

## Карьера в сборной
Алеш выступал за юношеские сборные Испании.

## Достижения

### Командные
«Байер 04»
- Обладатель Суперкубка Германии: 2024

### Личные
- Вошёл в символическую сборную Ла Лиги: 2023/24[5]